# 北原ゆき
北原 ゆき（きたはら ゆき） は、日本の放送作家。長野県下伊那郡鼎町（現・飯田市）出身。青山学院大学卒業。

## 来歴・人物
長野県飯田高等学校在学中の高校生時代、部活はソフトボール班に所属。高校生時代は映画監督を志し、東宝や松竹に質問の電話をして「映画の専門学校に行くよりも、人生経験をすることが大事」との返事をもらったことがあるという。そこから、大学進学を目指すようになる。
1度目の大学受験に失敗し、高校卒業後に上京し、立川市の河合塾の寮に入り寮生活を始める。そこで出会った、かねてからラジオDJになるのが夢だったという松永並子（現・FM島田ディレクター）に誘われる形で、二人のトークを録音し、1992年にオールナイトニッポン放送開始25周年を記念して雑誌「宝島」とのコラボレーションで開催された『全日本パーソナリティ選手権』に応募、総数約2万通と言われた応募者の中を勝ち抜いて優勝、賞品としてオールナイトニッポンのレギュラーパーソナリティ担当の権利を与えられ、1992年10月21日深夜からスタートした『松永並子と北原ゆきのオールナイトニッポン』にレギュラー出演した。
1993年の青山学院大学の受験当日に試験開始15分前になっても大学の方向が全くわからず、ようやくたどり着くもちょうどその時に試験開始の鐘が鳴り出し、更にその時点でもまだ入る教室がわからず立ち尽くしていると、係の男子大学生から「青学ではこの鐘は“幸せの鐘”と呼ばれてて、この鐘の音を聴いた人はみんな幸せになるんだよ」と言われたという。そして少々遅れて試験に臨み、結果合格して同大学に入学。この「幸せの鐘」エピソードを自分たちのオールナイトニッポンで話したところ、同番組のリスナーであった漫画家のなかはら★ももたがこのエピソードを漫画化し、北原・松永をモデルにして主人公とした漫画『東京BATSU天国』として『ぶ〜け』（集英社）にて連載デビューした。
前述のように高校生時代から映画の仕事を志望していたこともあって、大学2年生時からシナリオ学校に通い始め、その流れでVシネマの撮影現場で仕事を始める。『踊る大捜査線 THE MOVIE』（1998年作品）で制作進行などドラマ・映画で制作・演出補・助監督を務める。
2000年公開の映画『未来日記』の助監督を務めていた時に、同作の構成を担当していた放送作家の高須光聖が現場を訪れ、その高須の発想力に衝撃を受けたことと、この時自分もこんなことをやりたいなど企画の構想が秘かにあったこともあって、放送作家になろうと決意する。その後ドラマの撮影の仕事で居た生田スタジオで、ニッポン放送から日本テレビに転職した、オールナイトニッポン時代にお世話になった元チーフディレクターと再会し、放送作家に転身したい意志を話したところ、構成作家の勉強として『特命リサーチ200X』（日本テレビ）に入るかと誘われ、28歳で放送作家に転身する。
しばらくは「構成作家に向いてない」と悩んでいたこともあったが、優秀な構成作家たちの逆の発想をしてみて、「“おばさん”はテレビの大事な視聴者層で、自分はその視聴者層に近く、じぶんのおばさんらしさは他の人には無い」ということで「おばさん」が自分の大きな強みで、「自分は自分になればいい」ということに気付く。すると企画が良く通るようになって自分の企画が放送される機会も増えたことで、この時35歳で「やっと構成作家のスタート地点に立つことが出来た」と話していたことがある。

## 担当番組
※特記するもの以外はすべて構成担当。
- 香取慎吾の特上!天声慎吾（日本テレビ）
- We NiziU! TV（日本テレビ）
- せまソン♪（日本テレビ）
- 嵐を呼ぶあぶない熟女（TBS）
- 極嬢ヂカラPremium（テレビ東京）
- コレ考えた人、天才じゃね!? 〜今すぐ役立つ生活の知恵、集めました〜（テレビ東京）
- Neo Happy系教育テレビ（テレビ大阪）
- オレたち!クイズMAN（TBS）
- MUSIC BLOOD（日本テレビ）
- What's NCT!?（日本テレビ）
- 平成あっぱれ開運祭!!チョー縁起いいTV!（日本テレビ）
- Who is Princess?（日本テレビ）
- オトタビ（日本テレビ）
- BE：FIRST TV（日本テレビ）
- スッキリ（日本テレビ）[1]
- ガンバレ!引っ越し人生（NHK総合）[1]
- ダイゴ味!TV（NHK総合）[1]
- 昼めし旅（テレビ東京）[1]
- SPORTS X（BS朝日）
- &TEAM学園（Hulu）
- クイズの扉（TBS）- 問題作成
- クイズ!時の扉（TBS）- 問題作成
- Over Time-オーバー・タイム（フジテレビ）- 演出補